# Gitte Zschoch
Gitte Zschoch (geb. 1984 in Borna) ist eine deutsche Kulturmanagerin. Sie ist Generalsekretärin des Instituts für Auslandsbeziehungen (ifa).

## Studium und Arbeit
Zschoch studierte Allgemeine und Vergleichende Literaturwissenschaft an der Ludwig-Maximilians-Universität München sowie Moderne Koreanische Literatur an der Seoul National University. Sie arbeitete zunächst als freie Kulturmanagerin und Autorin. Schwerpunkte waren Bildende Kunst und Literatur. 2021 war sie in der Kategorie Kulturmanagerin des Jahres beim Europäischen Kulturpreis nominiert.
Für das Goethe-Institut war Zschoch Gründungsdirektorin der Außenstelle in Kinshasa und arbeitete in verschiedenen Positionen für das Kulturinstitut in der Zentrale in München und an den Standorten in Seoul, Tokio und Johannesburg. Sie arbeitete weiterhin für das Netzwerk der Nationalen Kulturinstitute in der Europäischen Union (European Union National Institutes for Culture, EUNIC) in Brüssel. Von 2018 bis 2021 war sie dessen Geschäftsführerin.
Seit Oktober 2021 ist sie Generalsekretärin des Instituts für Auslandsbeziehungen in Stuttgart. Bereits Ende 2020 in dieses Amt gewählt, trat sie damit die Nachfolge von Ronald Grätz an.